# Steven Morrissey
Steven Morrissey (25 juli 1986) is een Jamaicaans profvoetballer die uitkomt voor de club VPS Vaasa uit de Finse Veikkausliiga.

## Carrière

### VPS
Morrissey kwam tijdens het Veikkausliiga 2011 seizoen naar het Finse VPS vanuit Jamaica op huurbasis, dit bleek vrij succesvol waardoor hij een contract kreeg. Morrissey was halverwege tijdens het Veikkausliiga 2012 seizoen topscoorder met 9 goals, uiteindelijk speelde hij 28 wedstrijden waarin hij 15x scoorde.

### Silkeborg IF
Tijdens de winterstop van 2012/2013 vertrok Morrisey naar het Deense Silkeborg IF.